# سليم بن جميعة
سليم بن جميعة (بالفرنسية: Selim Ben Djemia)‏ (مواليد 29 يناير 1989) هو لاعب كرة قدم تونسي يلعب حاليًا لصالح نادي لافال الفرنسي.

## روابط خارجية
- صفحة اللاعب على Tuttocalciatori.net
- سليم بن جميعة على موقع الاتحاد الأوربي (الإنجليزية)
- سليم بن جميعة على موقع قاعدة بيانات كرة القدم.إي يو (الإنجليزية)
- سليم بن جميعة على موقع ناشيونال فوتبول تيمز (الإنجليزية)
- سليم بن جميعة على موقع Soccerway.com (الإنجليزية)
- سليم بن جميعة على موقع عالم كرة القدم.نت (الإنجليزية)
- سليم بن جميعة على موقع GSA (الإنجليزية)